# Ostrońska Góra
Ostrońska Góra – zalesione wzgórze o wysokości 483 m n.p.m. Znajduje się na Wyżynie Olkuskiej w Pagórach Myślachowickich na zachód od centrum miejscowości Ostrężnica (na działce wsi nr 149), między przysiółkami Paryż Górny a Galman, w województwie małopolskim.
W pobliżu istniały małe kopalnie: galmanu Niwka, rudy cynku: Kopalnia Katarzyna. Z południowego zbocza wypływają strumienie Filipówki Górnej (zbocze południowo-zachodnie) i Filipówki Dolnej (zbocze południowo-wschodnie), które łączą się w potok Filipówka.